# Lauvsnes
Lauvsnes est le centre administratif de la commune de Flatanger dans le comté de Trøndelag, en Norvège.

## Description
Le village est situé le long du rivage, à environ 15 kilomètres au nord-est du village de Vik. Lauvsnes a une vie commerciale polyvalente avec la petite industrie, la pisciculture , le commerce et le tourisme. L'île de Løvøya se trouve juste au nord du village.